# Confessions (film)
Pour les articles homonymes, voir Confession (homonymie).
 (novembre 2015).
Si vous disposez d'ouvrages ou d'articles de référence ou si vous connaissez des sites web de qualité traitant du thème abordé ici, merci de compléter l'article en donnant les références utiles à sa vérifiabilité et en les liant à la section « Notes et références ».
Pour plus de détails, voir Fiche technique et Distribution.
Confessions  (告白, Kokuhaku) est un film japonais réalisé par Tetsuya Nakashima, sorti en 2010, adapté d'un roman de Minato Kanae.

## Synopsis
L'enseignante Yuko Moriguchi annonce sa démission à ses élèves.  Elle leur explique que deux d'entre eux sont responsables de la mort de sa fille âgée de seulement quatre ans. Elle révèle à sa classe que les briques de lait qu'elle a distribuée aux meurtriers contiennent du sang infecté par le VIH. Elle les nomme « Assassin A » et « Assassin B », puis déclare qu'elle ne leur pardonnera jamais. Elle va se venger et punir les deux assassins car ils ont moins de 14 ans et qu'aux yeux de la loi, ils ne sont pas responsables.

## Fiche technique
- Titre : Confessions
- Titre original : 告白 (Kokuhaku?)
- Réalisation : Tetsuya Nakashima
- Scénario : Tetsuya Nakashima, d'après le roman de Minato Kanae
- Photographie : Masakazu Ato
- Montage : Yoshiyuki Koike
- Directeur artistique : Towako Kuwashima
- Musique : Toyohiko Kanahashi
- Producteurs : Yutaka Suzuki
- Producteur exécutif : Minami Ichikawa
- Société de production : Hakuhodo DY Media Partners
- Pays de production :  Japon
- Langue originale : japonais
- Genre : drame et thriller
- Format : couleurs - 1,85:1
- Durée : 106 minutes[1]
- Date de sortie :
  - Japon : 5 juin 2010[1]

## Distribution
- Takako Matsu : Yuko Moriguchi
- Yoshino Kimura : Yuko Shimomura
- Masaki Okada : Yoshiteru Terada
- Yukito Nishii (ja) : Shuya Watanabe
- Kaoru Fujiwara (ja) : Naoki Shimomura
- Mana Ashida : Manami Moriguchi

## Récompenses et distinctions
Ce film a gagné le prix du meilleur film, du meilleur réalisateur et du meilleur scénario lors des 34e Japan Academy Prize.